# 미놀타 AF 카메라 시스템

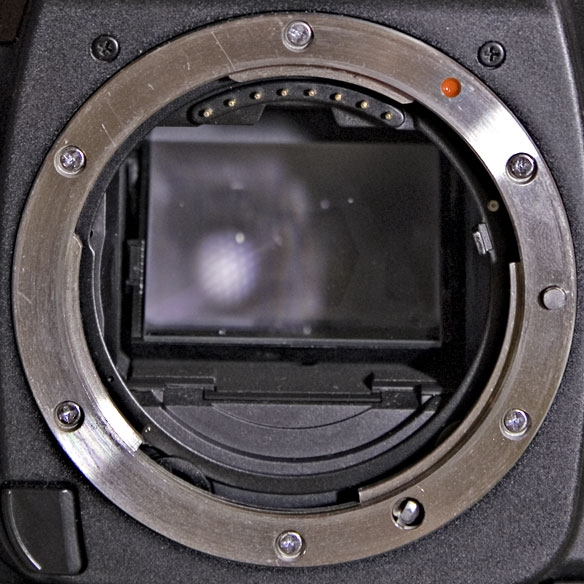
미놀타 A 마운트

미놀타 AF 카메라 시스템(Minolta AF Camera System)는 미놀타의 35mm SLR 카메라 시스템이다.

## 미놀타 AF 85mm 렌즈의 종류
- 85mm 구형
- 85mm G (Non-D) type
- 85mm G(D) type
- 85mm G(D) limited : 700개만 한정 생산된 후 단종되었으며, ‘(미놀타)제한이’라는 별명을 가지고 있다.
- 70-210mm f4
- 28-75mm f2.8
- 100-400mm f4.5-5.6